# Ermera (gemeente)
Ermera is een gemeente van Oost-Timor. In het gemeente leven bijna 103.200 mensen (2004) op een oppervlakte van 746 km². De hoofdstad van het gemeente is Gleno. In het zuidwesten ligt de oude hoofdstad Ermera, waar het gemeente naar is vernoemd.
Ermera ligt in het noordwesten van Oost-Timor en het is naast Aileu het enige gemeente dat niet aan zee ligt.
In Ermera wordt behalve het Portugees en het Tetun ook het Mambai gesproken. In het posto administrativo Atsabe wordt Kemak gesproken.
In Ermera wordt veel koffie verbouwd.